# Фрегати типу «Кептен»
Фрегати типу «Кептен» (англ. Captain class frigates) — клас військових кораблів з 78 фрегатів, що випускалися американськими суднобудівельними компаніями на замовлення британського адміралтейства за програмою ленд-лізу в період з 1942 по 1943 роки. Фрегати цього типу перебували переважно на озброєнні ескортних протичовнових сил Королівського військово-морського флоту Великої Британії і активно діяли в ході бойових дій Другої світової війни. Вони комплектувалися за рахунок двох типів ескортних міноносців американського виробництва: 32 типу «Евартс» та 46 типу «Баклі». По прибуттю до британських військово-морських баз кораблі були істотно модифіковані Королівським флотом, що відрізняло їх від ескортних міноносців ВМС США.

## Список фрегатів типу «Кептен»
Перший підтип фрегатів типу «Кептен» базувався на основі ескортних міноносців типу «Евартс». Він мав дизель-електричну рушійну установку, засновану на схемі, що використовується для підводних човнів. Установку складалася з чотирьох 16-циліндрових двигунів Winton 278A загальною потужністю 7240 к.с. (5250 кВт), генераторами General Electric Company (GE) (4800 кВт), що подавали електроенергію на два електродвигуни GE потужністю 6000 к.с. (4500 кВт), розвиваючи швидкість фрегатів до 20 вузлів (37 км/год). З цієї причини цей підтип називали типом GMT (General Motors Tandem). Усі фрегати цього підтипу були побудовані Boston Navy Yard.

### Список фрегатів підтипу «Евартс»
Позначення
| N з/п | Назва корабля | No.  | Закладений      | Спущений на воду  | Введений до строю | Виведений зі складу ВМС | Статус |
| ----- | ------------- | ---- | --------------- | ----------------- | ----------------- | ----------------------- | --- |
| 1     | «Бейнтин»     | K310 | 5 квітня 1942   | 27 червня 1942    | 13 лютого 1943    | 22 серпня 1945          | 22 серпня 1945 року повернутий ВМС США; 17 червня 1947 року проданий на брухт |
| 2     | «Бейзлі»      | K311 | 5 квітня 1942   | 27 червня 1942    | 18 лютого 1943    | 20 серпня 1945          | 20 серпня 1945 року повернутий ВМС США; 1946 році розібраний на брухт |
| 3     | «Беррі»       | K312 | 22 вересня 1942 | 23 листопада 1942 | 15 лютого 1943    | 15 лютого 1946          | 15 лютого 1946 року повернутий ВМС США; 9 листопада 1946 року проданий на злам |
| 4     | «Блеквуд»     | K313 | 22 вересня 1942 | 23 листопада 1942 | 27 березня 1943   |                         | 15 червня 1944 року серйозно пошкоджений німецьким ПЧ U-764; 16 червня затоплений |
| 5     | «Бурже»       | K347 | 8 грудня 1942   | 26 січня 1943     | 2 червня 1943     | 27 лютого 1946          | 27 лютого 1946 року повернутий ВМС США; 14 листопада 1946 року проданий на злам |
| 6     | «Кепел»       | K470 | 11 березня 1943 | 22 квітня 1943    | 16 серпня 1943    | 27 лютого 1946          | 26 грудня 1944 року потоплений торпедою T5 німецького ПЧ U-486 поблизу Шербура |
| 7     | «Кук»         | K471 | 11 березня 1943 | 22 квітня 1943    | 30 серпня 1943    | 5 березня 1946          | 5 березня 1946 року повернутий ВМС США; у червні 1947 року проданий на злам |
| 8     | «Дейкрес»     | K472 | 7 квітня 1943   | 19 травня 1943    | 28 серпня 1943    | 26 січня 1946           | 26 січня 1946 року повернутий ВМС США; 14 грудня 1946 року проданий на злам |
| 9     | «Дометт»      | K473 | 7 квітня 1943   | 19 травня 1943    | 3 вересня 1943    | 5 березня 1946          | 5 березня 1946 року повернутий ВМС США; 3 червня 1947 року проданий на злам |
| 10    | «Друрі»       | K316 | 12 лютого 1942  | 24 липня 1942     | 12 квітня 1943    | 20 серпня 1945          | 20 серпня 1945 року повернутий ВМС США; у червні 1946 року розібраний на злам |
| 11    | «Фоулі»       | K474 | 7 квітня 1943   | 19 травня 1943    | 8 вересня 1943    | 22 серпня 1945          | 22 серпня 1945 року повернутий ВМС США; у червні 1946 року розібраний на злам |
| 12    | «Гардінер»    | K478 | 20 травня 1943  | 8 липня 1943      | 28 вересня 1943   | 12 лютого 1946          | 12 лютого 1946 року повернутий ВМС США; у червні 1947 року розібраний на злам |
| 13    | «Гарліз»      | K475 | 7 квітня 1943   | 19 травня 1943    | 13 вересня 1943   | 1 листопада 1945        | 20 серпня 1945 року повернутий ВМС США; 18 липня 1947 року проданий на злам |
| 14    | «Гудол»       | K479 | 20 травня 1943  | 8 липня 1943      | 4 жовтня 1943     |                         | 29 квітня 1945 року під час супроводу конвою RA 66 уражений торпедою T5 німецького ПЧ U-968 у Кольській затоці; 30 квітня добитий фрегатом «Ангуїлла»                                                                                |
| 15    | «Гудсон»      | K480 | 20 травня 1943  | 8 липня 1943      | 9 жовтня 1943     |                         | 26 червня 1944 року уражений торпедою німецького ПЧ U-984 біля Нормандії; визнаний тотально зруйнованим. У січні 1947 року доправлений до США, де 9 січня списаний на брухт                                                          |
| 16    | «Гор»         | K481 | 20 травня 1943  | 8 липня 1943      | 14 жовтня 1943    | 2 травня 1946           | 2 травня 1946 року повернутий ВМС США; 10 червня 1947 року проданий на злам |
| 17    | «Гулд»        | K476 | 23 квітня 1943  | 4 червня 1943     | 18 вересня 1943   |                         | 1 березня 1944 року потоплений німецьким ПЧ U-358 |
| 18    | «Гріндаль»    | K477 | 23 квітня 1943  | 4 червня 1943     | 23 вересня 1943   | 20 серпня 1945          | 20 серпня 1945 року повернутий ВМС США; у травні 1946 року проданий на злам |
| 19    | «Гоуст»       | K566 | 14 серпня 1943  | 24 вересня 1943   | 3 грудня 1943     | 22 серпня 1945          | 22 серпня 1945 року повернутий ВМС США; у травні 1946 року проданий на злам |
| 20    | «Інгліс»      | K570 | 25 вересня 1943 | 2 листопада 1943  | 12 січня 1944     | 20 березня 1946         | 20 березня 1946 року повернутий ВМС США; у вересні 1947 року проданий на злам |
| 21    | «Інмен»       | K571 | 25 вересня 1943 | 2 листопада 1943  | 13 січня 1944     | 1 березня 1946          | 1 березня 1946 року повернутий ВМС США; у листопаді 1946 року проданий на злам |
| 22    | «Кітс»        | K482 | 5 червня 1943   | 17 липня 1943     | 19 жовтня 1943    | 20 березня 1946         | 27 лютого 1946 року повернутий ВМС США; 19 листопада 1946 року проданий на злам |
| 23    | «Кемпторн»    | K483 | 5 червня 1943   | 17 липня 1943     | 23 жовтня 1943    | 20 серпня 1945          | 20 серпня 1945 року повернутий ВМС США; у травні 1946 року проданий на злам |
| 24    | «Кінгсміл»    | K484 | 9 липня 1943    | 13 серпня 1943    | 23 жовтня 1943    | 16 листопада 1945       | 22 серпня 1945 року повернутий ВМС США; 17 лютого 1947 року проданий на злам |
| 25    | «Лоуфорд»     | K514 | 9 липня 1943    | 13 серпня 1943    | 3 листопада 1943  |                         | 8 червня 1944 року потоплений поблизу плацдарму «Джуно» ракетою Hs 293 (або Fritz X) німецького бомбардувальника Do 217 3./KG 100 |
| 26    | «Лоусон»      | K516 | 15 липня 1943   | 13 серпня 1943    | 25 листопада 1943 | 20 березня 1946         | 20 березня 1946 року повернутий ВМС США; 31 січня 1947 року проданий на злам |
| 27    | «Лорінг»      | K565 | 18 липня 1943   | 13 серпня 1943    | 15 листопада 1943 | 7 січня 1947            | 7 січня 1947 року повернутий ВМС США; 25 березня 1947 року проданий на злам |
| 28    | «Луіс»        | K515 | 9 липня 1943    | 13 серпня 1943    | 9 листопада 1943  | 7 січня 1947            | 20 березня 1946 року повернутий ВМС США; 17 червня 1946 року проданий Пенсільванії |
| 29    | «Маннерс»     | K568 | 14 серпня 1943  | 24 вересня 1943   | 16 грудня 1943    |                         | 26 січня 1944 року знищений атакою U-1051 біля острову Мен, якого атакували британські кораблі «Айлмер», «Бентінк» і «Кальдер». Рештки відбуксовані до Англії; 8 листопада 1945 року повернутий ВМС США, 1947 році списаний на брухт |
| 30    | «Мусом»       | K567 | 14 серпня 1943  | 24 вересня 1943   | 10 грудня 1943    | 5 грудня 1945           | 25 жовтня 1945 року повернутий ВМС США; 12 липня 1946 року розібраний на злам |
| 31    | «Мунсі»       | K569 | 14 серпня 1943  | 24 вересня 1943   | 23 грудня 1943    | 28 березня 1946         | 25 лютого 1946 року повернутий ВМС США; 4 листопада 1948 року розібраний на злам |
| 32    | «Паслі»       | K564 | 18 липня 1943   | 30 серпня 1943    | 15 листопада 1943 | 16 листопада 1945       | 20 серпня 1945 року повернутий ВМС США; 8 листопада 1946 року проданий на злам |

### Список фрегатів підтипу «Баклі»
Другий підтип фрегатів типу «Кептен» базувався на основі американських ескортних міноносців типу «Баклі». Він мав турбоелектричну рушійну установку. Два водогрійні котли типу «Фостер Уілер» Express «D» подавали пару до парових турбін GE 13 500 к.с. (10 070 кВт) та генераторів потужністю (9 200 кВт). Електродвигуни потужністю 12 000 к.с. приводили в дію два гвинти, кожний оснащений трилопатевим пропелером 2,6 м у діаметрі. Цей весь електричний привід на той час вважався особливо інноваційним (хоча тральщики типу «Кетрін» мали подібну силову установку).
Усі фрегати підтипу «Баклі» були побудовані Bethlehem Steel.
| N з/п | Назва корабля | No.  | Закладений       | Спущений на воду  | Введений до строю | Виведений зі складу ВМС | Статус |
| ----- | ------------- | ---- | ---------------- | ----------------- | ----------------- | ----------------------- | --- |
| 1     | «Аффлек»      | K462 | 5 квітня 1943    | 30 червня 1943    | 29 вересня 1943   |                         | 26 грудня 1944 року серйозно пошкоджений торпедою T5 німецького ПЧ U-486 поблизу Шербура. 1 вересня 1946 року повернутий ВМС США; 24 січня 1947 року проданий на злам                                                                                 |
| 2     | «Ойлмер»      | K463 | 12 квітня 1943   | 10 липня 1943     | 30 вересня 1943   | 5 листопада 1945        | 5 листопада 1945 року повернутий ВМС США; 9 червня 1947 року проданий на злам |
| 3     | «Бальфур»     | K464 | 19 квітня 1943   | 10 липня 1943     | 7 жовтня 1943     | 5 листопада 1945        | 25 жовтня 1945 року повернутий ВМС США; 28 жовтня 1946 року проданий морському коледжу Університету штату Нью-Йорк |
| 4     | «Бентінк»     | K314 | 29 червня 1942   | 3 лютого 1943     | 19 травня 1943    | 5 січня 1946            | 5 січня 1946 року повернутий ВМС США; у червні 1946 року розібраний на злам |
| 5     | «Бентлі»      | K465 | 26 квітня 1943   | 7 липня 1943      | 14 жовтня 1943    | 5 листопада 1945        | 5 листопада 1945 року повернутий ВМС США; 17 червня 1947 року проданий на злам |
| 6     | «Бікертон»    | K466 | 3 травня 1943    | 24 липня 1943     | 17 жовтня 1943    |                         | 22 серпня 1944 року під час супроводу конвою JW 59 уражений торпедою T5 німецького ПЧ U-354 північніше Нордкапа; добитий есмінцем «Віджілент» |
| 7     | «Блай»        | K467 | 10 травня 1943   | 31 липня 1943     | 22 жовтня 1943    | 12 листопада 1945       | 12 листопада 1945 року повернутий ВМС США; 13 червня 1946 року проданий на злам |
| 8     | «Брейтвейт»   | K468 | 10 травня 1943   | 31 липня 1943     | 13 листопада 1943 | 13 листопада 1945       | 13 листопада 1945 року повернутий ВМС США; у червні 1946 року проданий на злам |
| 9     | «Буллен»      | K469 | 17 травня 1943   | 7 серпня 1943     | 25 жовтня 1943    |                         | 6 грудня 1944 року потоплений німецьким ПЧ U-775 північніше Шотландії |
| 10    | «Бйард»       | K315 | 15 жовтня 1942   | 6 березня 1943    | 18 червня 1943    | 12 лютого 1946          | 12 лютого 1946 року повернутий ВМС США; у 1946 році розібраний на злам |
| 11    | «Байрон»      | K508 | 24 травня 1943   | 14 серпня 1943    | 30 жовтня 1943    | 24 листопада 1945       | 24 листопада 1945 року повернутий ВМС США; 25 жовтня 1947 року проданий на злам |
| 12    | «Кальдер»     | K349 | 11 грудня 1942   | 27 березня 1943   | 15 липня 1943     | 19 жовтня 1945          | 19 жовтня 1945 року повернутий ВМС США; 15 січня 1948 року проданий на злам |
| 13    | «Конн»        | K509 | 2 червня 1943    | 21 серпня 1943    | 31 жовтня 1943    | 26 листопада 1945       | 26 листопада 1945 року повернутий ВМС США; 21 січня 1948 року проданий на злам |
| 14    | «Косбі»       | K559 | 11 серпня 1943   | 20 жовтня 1943    | 20 грудня 1943    | 4 березня 1946          | 4 березня 1946 року повернутий ВМС США; 5 листопада 1946 року проданий на злам |
| 15    | «Коттон»      | K510 | 2 червня 1943    | 21 серпня 1943    | 8 листопада 1943  | 3 січня 1946            | 5 листопада 1945 року повернутий ВМС США; у 1946 році проданий на злам |
| 16    | «Кренстоун»   | K511 | 9 червня 1943    | 28 серпня 1943    | 13 листопада 1943 | 7 лютого 1946           | 3 грудня 1945 року повернутий ВМС США; 20 листопада 1947 року проданий на злам |
| 17    | «Кубітт»      | K512 | 9 червня 1943    | 11 вересня 1943   | 17 листопада 1943 | 12 квітня 1946          | 4 березня 1946 року повернутий ВМС США; 4 березня 1947 року проданий на злам |
| 18    | «Курзон»      | K513 | 23 червня 1943   | 18 вересня 1943   | 20 листопада 1943 | 1 травня 1946           | 27 березня 1946 року повернутий ВМС США; 4 листопада 1946 року проданий на злам |
| 19    | «Дейкінс»     | K550 | 23 червня 1943   | 18 вересня 1943   | 23 листопада 1943 |                         | 25 грудня 1944 року підірвався на міні біля Остенде, визнаний тотально зруйнованим. У вересні 1946 року повернутий США, списаний на брухт |
| 20    | «Дін»         | K551 | 30 червня 1943   | 29 вересня 1943   | 26 листопада 1943 | 4 березня 1946          | 4 березня 1946 року повернутий ВМС США; 7 листопада 1946 року проданий на злам |
| 21    | «Дакворт»     | K351 | 16 січня 1943    | 1 травня 1943     | 4 серпня 1943     | 21 січня 1946           | 17 грудня 1945 року повернутий ВМС США; 29 травня 1946 року проданий на злам |
| 22    | «Дафф»        | K352 | 22 лютого 1943   | 22 травня 1943    | 23 серпня 1943    | 17 вересня 1945         | 30 листопада 1944 року підірвався на міні біля Остенде, визнаний тотально зруйнованим. 1 листопада 1946 року повернутий США, у травні 1947 року списаний на брухт                                                                                     |
| 23    | «Екінс»       | K552 | 5 липня 1943     | 2 жовтня 1943     | 29 листопада 1943 | 25 червня 1945          | 16 квітня 1945 року підірвався на міні біля Остенде, визнаний тотально зруйнованим. У березні 1947 року списаний на брухт |
| 24    | «Ессінгтон»   | K353 | 15 березня 1943  | 19 червня 1943    | 7 вересня 1943    | 5 грудня 1945           | 19 жовтня 1946 року повернутий ВМС США; 22 грудня 1947 року проданий на злам |
| 25    | «Фіцрой»      | K553 | 24 серпня 1943   | 1 вересня 1943    | 16 жовтня 1943    | 7 лютого 1946           | 5 січня 1946 року повернутий ВМС США; 23 травня 1946 року проданий на брухт |
| 26    | «Галстед»     | K556 | 28 липня 1943    | 14 жовтня 1943    | 3 листопада 1943  | 13 листопада 1944       | 11 червня 1944 року атакований німецькими швидкісними торпедними катерами та міноносцями «Мьове», «Ягуар». Зазнав нищівних уражень, визнаний тотально зруйнованим. 28 березня 1947 року списаний                                                      |
| 27    | «Гаргуд»      | K582 | 27 жовтня 1943   | 19 грудня 1943    | 7 лютого 1944     | 12 квітня 1946          | 23 лютого 1946 року повернутий ВМС США; у березні 1947 року проданий на злам |
| 28    | «Холмс»       | K581 | 27 жовтня 1943   | 19 грудня 1943    | 31 січня 1944     | 7 лютого 1946           | 3 грудня 1945 року повернутий ВМС США; у жовтні 1947 року проданий на злам |
| 29    | «Готем»       | K583 | 5 листопада 1943 | 21 грудня 1943    | 8 лютого 1944     | 7 лютого 1946           | 25 квітня 1952 року повернутий ВМС США, але одночасно переданий назад до Сполученого Королівства в рамках Програми взаємодопомоги в обороні. 13 березня 1956 року частково розібраний корабель повернуто США. 1 листопада 1956 року проданий на брухт |
| 30    | «Нарборо»     | K578 | 6 жовтня 1943    | 27 листопада 1943 | 21 січня 1944     | 7 лютого 1946           | 4 лютого 1946 року повернутий ВМС США; 14 грудня 1946 року проданий на злам |
| 31    | «Редміл»      | K554 | 14 липня 1943    | 2 жовтня 1943     | 30 листопада 1943 | 7 лютого 1946           | 27 квітня 1945 року серйозно пошкоджений атакою U-1105 західніше Мейо. Рештки відбуксовані до Північної Ірландії; визнаний тотально зруйнованим. 30 січня 1947 року повернутий ВМС США, де списаний на брухт                                          |
| 32    | «Рітейлік»    | K555 | 21 липня 1943    | 9 жовтня 1943     | 8 грудня 1943     | 19 грудня 1945          | 25 жовтня 1945 року повернутий ВМС США; 7 травня 1946 року проданий на злам |
| 33    | «Райо»        | K557 | 4 серпня 1943    | 23 жовтня 1943    | 14 грудня 1943    | 28 березня 1946         | 25 лютого 1946 року повернутий ВМС США; 21 квітня 1947 року проданий на злам |
| 34    | «Роулі»       | K560 | 18 серпня 1943   | 30 жовтня 1943    | 22 грудня 1943    | 8 січня 1946            | 12 листопада 1945 року повернутий ВМС США; 14 червня 1946 року проданий на злам |
| 35    | «Руперт»      | K561 | 25 серпня 1943   | 31 жовтня 1943    | 24 грудня 1943    | 17 квітня 1946          | 20 березня 1946 року повернутий ВМС США; 17 червня 1946 року проданий на злам |
| 36    | «Рутерфорд»   | K558 | 4 серпня 1943    | 23 жовтня 1943    | 16 грудня 1943    | 19 грудня 1945          | 25 жовтня 1945 року повернутий ВМС США; у травні 1946 року проданий на злам |
| 37    | «Сеймур»      | K563 | 1 вересня 1943   | 1 листопада 1943  | 23 грудня 1943    | 25 лютого 1946          | 5 січня 1946 року повернутий ВМС США; 10 грудня 1946 року проданий на злам |
| 38    | «Спредж»      | K572 | 15 вересня 1943  | 16 жовтня 1943    | 14 січня 1944     | 28 лютого 1946          | 28 лютого 1946 року повернутий ВМС США; 16 листопада 1947 року проданий на злам |
| 39    | «Стейнер»     | K573 | 22 вересня 1943  | 6 листопада 1943  | 30 січня 1944     | 24 листопада 1945       | 24 листопада 1945 року повернутий ВМС США; 14 листопада 1947 року проданий на злам |
| 40    | «Стокгем»     | K562 | 25 серпня 1943   | 31 жовтня 1943    | 28 грудня 1943    | 12 березня 1946         | 31 січня 1946 року повернутий ВМС США; 15 червня 1948 року розібраний на злам |
| 41    | «Торнборо»    | K574 | 22 вересня 1943  | 13 листопада 1943 | 31 грудня 1943    | 29 січня 1947           | 29 січня 1947 року повернутий ВМС США; 24 квітня 1947 року розібраний на злам |
| 42    | «Торрінгтон»  | K577 | 22 вересня 1943  | 27 листопада 1943 | 18 січня 1944     | 15 жовтня 1946          | 11 червня 1946 року повернутий ВМС США; 26 вересня 1946 року проданий на злам |
| 43    | «Троллоп»     | K575 | 29 вересня 1943  | 20 листопада 1943 | 10 січня 1944     | 13 листопада 1944       | 6 липня 1944 року поблизу Ла-Потрі-Кап-д'Антіфе уражений торпедою німецького міноносця S 76. Визнаний тотально зруйнованим, 10 жовтня 1944 року повернутий ВМС США; 1951 році розібраний на злам                                                      |
| 44    | «Тайлер»      | K576 | 6 жовтня 1943    | 20 листопада 1943 | 14 січня 1944     | 8 січня 1946            | 12 листопада 1945 року повернутий ВМС США; 23 травня 1946 року проданий на злам |
| 45    | «Волдегрейв»  | K579 | 16 жовтня 1943   | 4 грудня 1943     | 28 січня 1944     | 21 січня 1946           | 3 грудня 1945 року повернутий ВМС США; у червні 1948 року розібраний на брухт |
| 46    | «Вайтекер»    | K580 | 20 жовтня 1943   | 12 грудня 1943    | 28 січня 1944     | 19 травня 1945          | 1 листопада 1944 року німецький ПЧ U-483 торпедував поблизу Малін-Хеда; спричинивши тотальних зруйнувань. 3 грудня 1945 року повернутий ВМС США; 9 січня 1947 року розібраний на брухт                                                                |

## Список німецьких підводних човнів, затоплених фрегатами типу «Кептен»
| ПЧ     | Дата              | Фрегати                                                                      | Доля екіпажу ПЧ            | Координати затоплення                                                                                       |
| ------ | ----------------- | ---------------------------------------------------------------------------- | -------------------------- | --- |
| U-841  | 17 жовтня 1943    | «Бйард»                                                                      | 27 загинули та 27 вціліли  | 59°57′ пн. ш. 31°06′ зх. д. / 59.950° пн. ш. 31.100° зх. д.                                                 |
| U-538  | 21 листопада 1943 | «Фоулі»                                                                      | 55, усі загинули           | південно-західніше Ірландії 45°40′ пн. ш. 19°35′ зх. д. / 45.667° пн. ш. 19.583° зх. д.                     |
| U-600  | 25 листопада 1943 | «Бейзлі», «Блеквуд»                                                          | 54, усі загинули           | 40°31′ пн. ш. 22°07′ зх. д. / 40.517° пн. ш. 22.117° зх. д.                                                 |
| U-757  | 8 січня 1944      | «Бейнтин»                                                                    | 49, усі загинули           | 50°33′ пн. ш. 18°03′ зх. д. / 50.550° пн. ш. 18.050° зх. д.                                                 |
| U-91   | 26 лютого 1944    | «Аффлек», «Гор», «Гулд»                                                      | 36 загинули та 16 вціліли  | 49°45′ пн. ш. 26°20′ зх. д. / 49.750° пн. ш. 26.333° зх. д.                                                 |
| U-358  | 1 березня 1944    | «Аффлек», «Гор», «Гулд», «Гарліз»                                            | 50 загинули та 1 вижив     | 45°46′ пн. ш. 23°16′ зх. д. / 45.767° пн. ш. 23.267° зх. д.                                                 |
| U-392  | 16 березня 1944   | «Аффлек»                                                                     | 52, усі загинули           | 35°55′ пн. ш. 05°41′ зх. д. / 35.917° пн. ш. 5.683° зх. д.                                                  |
| U-765  | 6 травня 1944     | «Бікертон», «Блай», «Айлмер» з торпедоносцем «Сордфіш» з авіаносця «Віндекс» | 37 загинули та 11 вцілілих | північна Атлантика 52°30′ пн. ш. 28°28′ зх. д. / 52.500° пн. ш. 28.467° зх. д.                              |
| U-269  | 25 червня 1944    | «Бікертон»                                                                   | 13 загинули та 39 вижили   | 50°01′ пн. ш. 02°59′ зх. д. / 50.017° пн. ш. 2.983° зх. д.                                                  |
| U-988  | 29 червня 1944    | «Дакворт», «Кук», «Дометт», «Ессінгтон» з літаком «Ліберейтор»               | 50, усі загинули           | у Ла-Манші 49°37′ пн. ш. 03°41′ зх. д. / 49.617° пн. ш. 3.683° зх. д.                                       |
| U-672  | 18 липня 1944     | «Бальфур»                                                                    | 52 уцілілих                | у Ла-Манші, північніше Гернсі 50°03′ пн. ш. 02°30′ зх. д. / 50.050° пн. ш. 2.500° зх. д.                    |
| U-212  | 21 липня 1944     | «Курзон», «Екінс»                                                            | 49, усі загинули           | у Ла-Манші південніше Брайтона 50°27′ пн. ш. 00°13′ зх. д. / 50.450° пн. ш. 0.217° зх. д.                   |
| U-214  | 26 липня 1944     | «Кук»                                                                        | 48, усі загинули           | у Ла-Манші 49°58′ пн. ш. 03°30′ зх. д. / 49.967° пн. ш. 3.500° зх. д.                                       |
| U-671  | 5 серпня 1944     | «Стейнер»                                                                    | 47 загинули та 5 вцілілих  | у Ла-Манші 50°23′ пн. ш. 00°06′ сх. д. / 50.383° пн. ш. 0.100° сх. д.                                       |
| U-618  | 14 серпня 1944    | «Дакворт», «Ессінгтон»                                                       | 61, усі загинули           | 47°22′ пн. ш. 04°39′ зх. д. / 47.367° пн. ш. 4.650° зх. д.                                                  |
| U-445  | 24 серпня 1944    | «Луіс»                                                                       | 52, усі загинули           | 47°21′ пн. ш. 05°50′ зх. д. / 47.350° пн. ш. 5.833° зх. д.                                                  |
| U-1051 | 26 січня 1945     | «Айлмер», «Бентінк», «Кальдер», «Маннерс»                                    | 47, усі загинули           | 53°39′ пн. ш. 05°23′ зх. д. / 53.650° пн. ш. 5.383° зх. д.                                                  |
| U-1172 | 27 січня 1945     | «Тайлер», «Кітс», «Блай»                                                     | 52, усі загинули           | 52°24′ пн. ш. 05°42′ зх. д. / 52.400° пн. ш. 5.700° зх. д.                                                  |
| U-1279 | 3 лютого 1945     | «Бейнтин», «Брейтвейт»                                                       | 48, усі загинули           | 61°21′ пн. ш. 02°00′ сх. д. / 61.350° пн. ш. 2.000° сх. д.                                                  |
| U-989  | 14 лютого 1945    | «Бейнтин», «Брейтвейт»                                                       | 47, усі загинули           | 61°36′ пн. ш. 01°35′ зх. д. / 61.600° пн. ш. 1.583° зх. д.                                                  |
| U-1278 | 17 лютого 1945    | «Бейнтин»                                                                    | 48, усі загинули           | 61°32′ пн. ш. 01°36′ сх. д. / 61.533° пн. ш. 1.600° сх. д.                                                  |
| U-1208 | 27 лютого 1945    | «Дакворт», «Роулі»                                                           | 49, усі загинули           | у Ла-Манші 49°56′ пн. ш. 06°06′ зх. д. / 49.933° пн. ш. 6.100° зх. д.                                       |
| U-399  | 26 березня 1945   | «Дакворт»                                                                    | 46 загинули та 1 вцілілий  | у Ла-Манші 49°56′ пн. ш. 05°22′ зх. д. / 49.933° пн. ш. 5.367° зх. д.                                       |
| U-722  | 27 березня 1945   | «Фіцрой», «Редміл», «Байрон»                                                 | 44, усі загинули           | 57°09′ пн. ш. 06°55′ зх. д. / 57.150° пн. ш. 6.917° зх. д.                                                  |
| U-905  | 27 березня 1945   | «Конн»                                                                       | 45, усі загинули           | 58°34′ пн. ш. 05°46′ зх. д. / 58.567° пн. ш. 5.767° зх. д.                                                  |
| U-1169 | 29 березня 1945   | «Дакворт», «Роулі»                                                           | 49, усі загинули           | 49°58′ пн. ш. 05°25′ зх. д. / 49.967° пн. ш. 5.417° зх. д.                                                  |
| U-965  | 30 березня 1945   | «Конн», «Руперт», «Дін»                                                      | 51, усі загинули           | 58°19′ пн. ш. 05°31′ зх. д. / 58.317° пн. ш. 5.517° зх. д.                                                  |
| U-1001 | 8 квітня 1945     | «Фіцрой», «Байрон»                                                           | 45, усі загинули           | у Кельтському морі південно-західніше Лендс-Енд 49°19′ пн. ш. 10°23′ зх. д. / 49.317° пн. ш. 10.383° зх. д. |
| U-774  | 8 квітня 1945     | «Бентінк», «Кальдер»                                                         | 44, усі загинули           | 49°58′ пн. ш. 11°51′ зх. д. / 49.967° пн. ш. 11.850° зх. д.                                                 |
| U-1063 | 15 квітня 1945    | «Кренстоун», «Бурже» потоплений глибинними бомбами фрегату «Лох Кіллін»      | 29 загинули і 17 вижили    | 50°08′ пн. ш. 03°53′ зх. д. / 50.133° пн. ш. 3.883° зх. д.                                                  |
| U-285  | 15 квітня 1945    | «Гріндаль», «Кітс»                                                           | 44, усі загинули           | 50°13′ пн. ш. 12°48′ зх. д. / 50.217° пн. ш. 12.800° зх. д.                                                 |
| U-636  | 21 квітня 1945    | «Бентінк», «Бейзлі», «Друрі»                                                 | 42, усі загинули           | 55°50′ пн. ш. 10°31′ зх. д. / 55.833° пн. ш. 10.517° зх. д.                                                 |
| U-286  | 29 квітня 1945    | «Коттон»                                                                     | 51, усі загинули           | 69°29′ пн. ш. 33°37′ сх. д. / 69.483° пн. ш. 33.617° сх. д.                                                 |